# Igniș
Igniș este o arie protejată (sit de importanță comunitară — SCI) din România, desemnată în scopul protejării biodiversității și menținerii într-o stare de conservare favorabilă a florei spontane și faunei sălbatice, precum și a habitatelor naturale de interes comunitar aflate în arealul zonei de protecție. Aceasta este situată în extremitatea nordică a  Transilvaniei, pe teritoriul județului Maramureș.

## Localizare
Aria naturală se află în partea central-nordică a județului Maramureș, pe teritoriile administrative ale orașelor Baia Mare și Sighetu Marmației și pe cele ale comunelor Câmpulung la Tisa, Desești, Giulești, Ocna Șugatag, Săpânța și Sarasău, în imediata apropiere de drumul național DN18.

## Descriere
Zona a fost declarată sit de importanță comunitară prin Ordinul Ministerului Mediului și Dezvoltării Durabile Nr.1964 din 13 decembrie 2007 (privind instituirea regimului de arie naturală protejată a siturilor de importanță comunitară, ca parte integrantă a rețelei ecologice europene Natura 2000 în România) și se întinde pe o suprafață de 19.635,3 hectare.
Situl reprezintă o zonă naturală (păduri de foioase, păduri de conifere, păduri în amestec, păduri în tranziție, pajiști naturale, pășuni și stepe) încadrată în bioregiunea alpină nord-vestică a munților Gutâi - Igniș (grupă muntoasă a Carpaților Maramureșului și Bucovinei, aparținând lanțului carpatic al Orientalilor) și cea continentală a Depresiunii Baia Mare. Acesta include rezervațiile naturale: Cheile Tătarului, Mlaștina Poiana Brazilor, Mlaștina Iezerul Mare și Tăul lui Dumitru.

## Biodiversitate
Aria naturală dispune de șapte habitate naturale de tip: Păduri de fag de tip Luzulo-Fagetum; Păduri de fag de tip Asperulo-Fagetum; Vegetație herbacee de pe malurile râurilor montane; Pajiști cu Molinia pe soluri calcaroase, turboase sau luto-argiloase (Molinion caeruleae);  Comunități de lizieră cu ierburi înalte hidrofile de la câmpie până în etajele montan și alpin; Turbării active și Mlaștini turboase de tranziție și turbării oscilante (nefixate de substrat); ce adăpostesc specii rare din fauna și flora Maramureșului.
La baza desemnării sitului se află mai multe specii faunistice, unele  enumerate în anexa I-a a Directivei Consiliului European 92/43/CE din 21 mai 1992 (privind conservarea habitatelor naturale și a speciilor de faună și floră sălbatică), altele aflate pe lista roșie a IUCN; astfel: jder de copac (Martes martes), șoarecele de Tatra (Microtus tatricus), vipră (Vipera berus), șarpele orb (Anguis fragilis), ivorașul-cu-burta-galbenă (Bombina variegata), salamandra carpatică (Triturus montandoni) sau broasca-roșie-de-munte (Rana temporaria). 

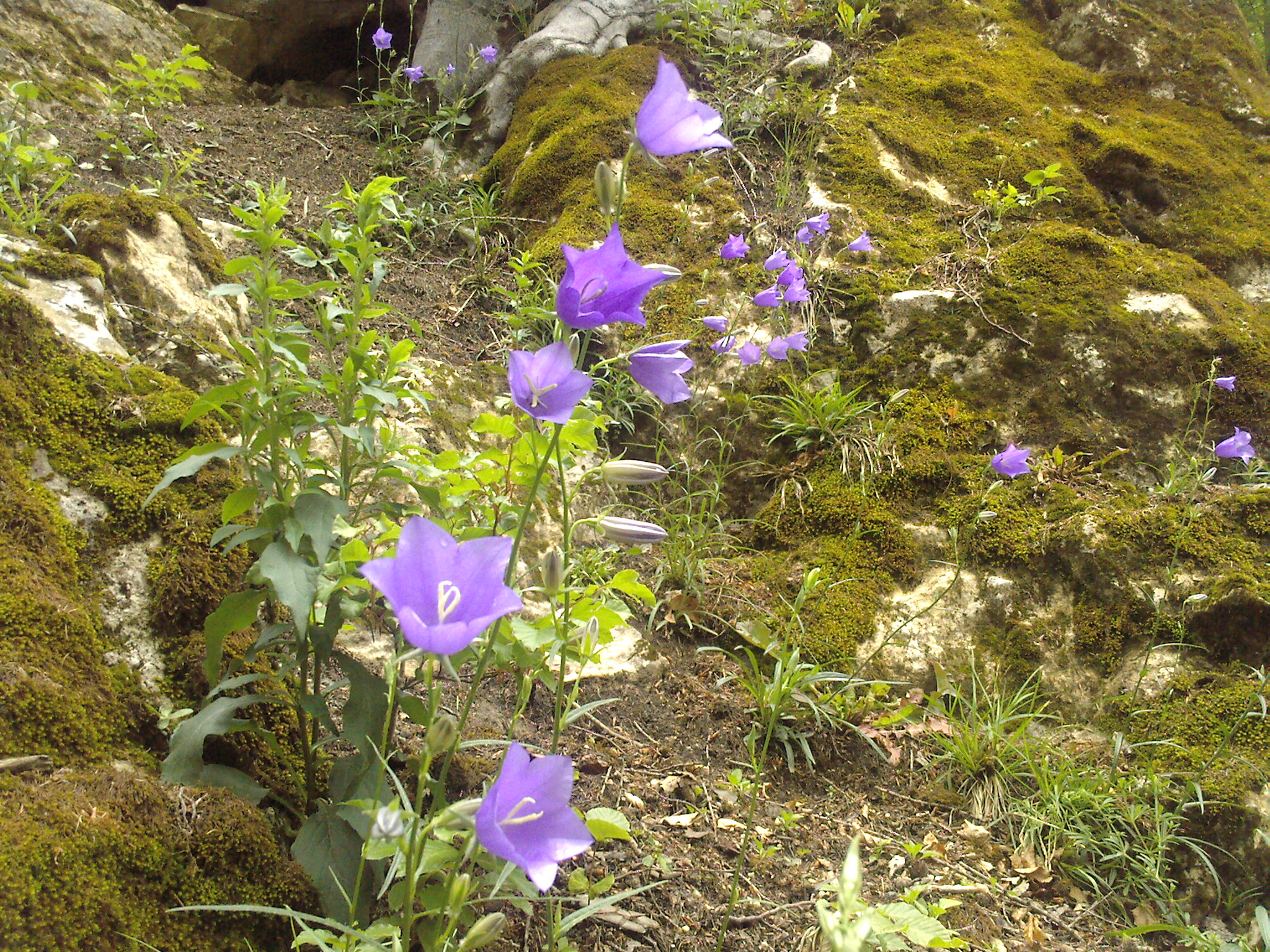
Clopoţei de munte

Vegetația lemnoasă este constituită din arbori și arbusti cu specii de: brad (Abies alba), molid (Picea Abies), pin (Pinus), larice (Larix decidua), zâmbru (Pinus cembra), zadă (Larix), tisă (Taxus baccata), fag (Fagus sylvatica), gorun (Quercus petraea), stejar (Quercus robur), carpen (Carpinus betulus), paltin de munte (Acer pseudoplatanus), tei (Tilia cordata), frasin (Fraxinus excelsior), jneapăn (Pinus mugo), ienupăr (Juniperus communis), păducel (Crataegus monogyna), soc negru (Sambucus nigra), alun (Corylus avellana), zmeur (Rubus idaeus), măceș (Rosa canina) sau afin (Vaccinum myrtillus L.).
La nivelul ierburilor sunt întâlnite două rarități floristice: clopoțelul de munte (Campanula serrata) și curechiul de munte (Ligularia sibirica) (specii floristice protejate prin acceași Directivă Europeană 92/43/CE din 21 mai 1992); care vegetează alături de: vuitoare (Empetrum nigrum ssp. nigrum), șuvară (Molinia caerulea), săbiuță (Gladiolus imbricatus), ruin (Succisa pratensis), târsă (Deschampsia cespitosa), ruginare (Andromeda polifolia), bumbăcăriță (Eriophorum vaginatum), coada racului (Potentilla erecta), bozățel (Veratrum album), țăpoșică (Nardus stricta), iarbă albastră (Molinia coerulea), sau diferite specii de rogozuri (Carex brizoides, Carex pauciflora, Carex echinata, Carex limosa).

## Căi de acces
- Drumul național DN18, pe ruta: Baia Mare - Baia Sprie- Mara - Desești - Hărnicești - Bistra - Vadu Izei - Sighetu Marmației.

## Monumente și atracții turistice
În vecinătatea sitului se află câteva obiective de interes istoric, cultural și turistic (lăcașuri de cult, monumente de arhitectură, arii naturale protejate); astfel:

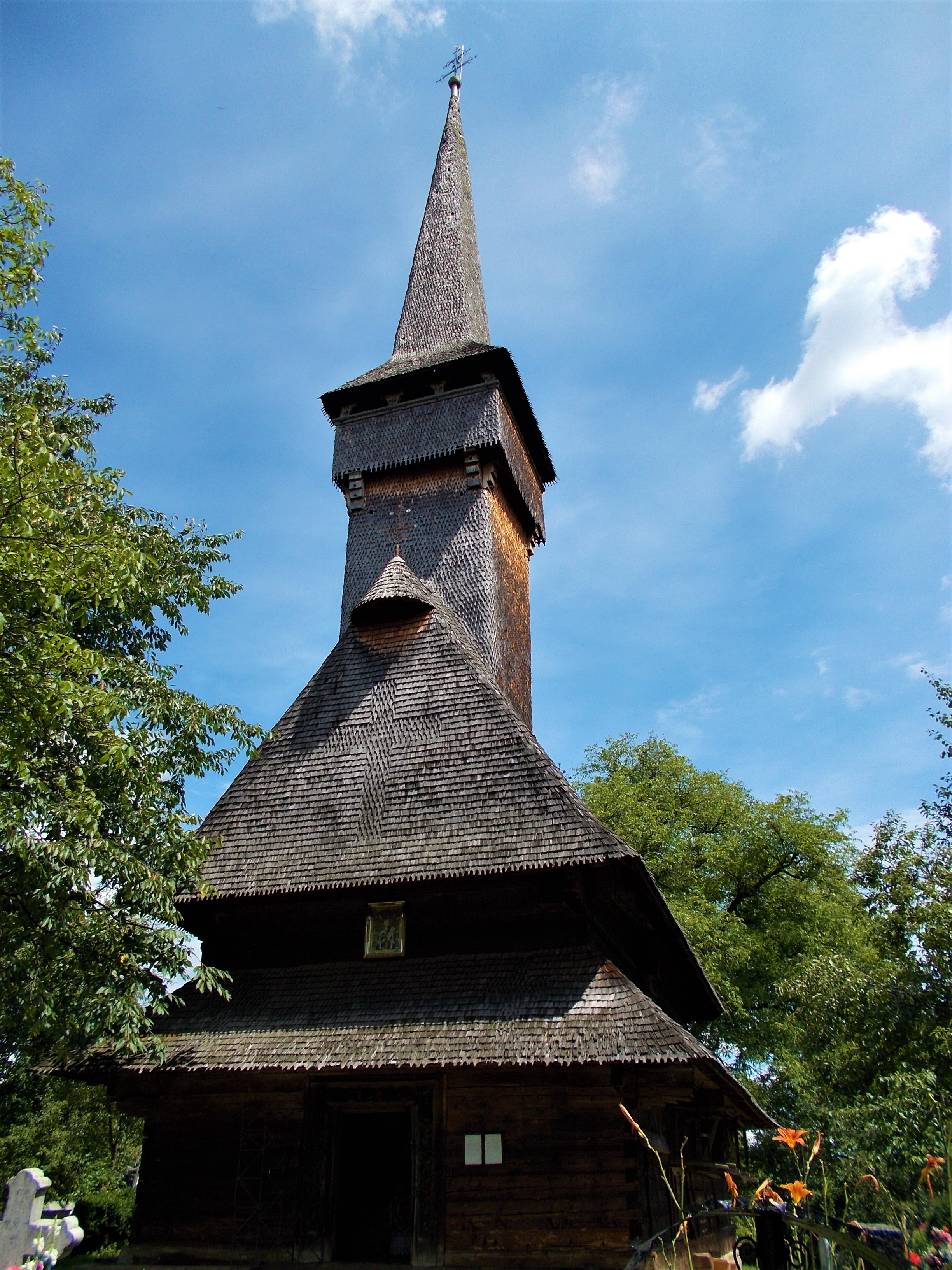
Biserica de lemn din Deseşti

- Biserica de lemn „Sf. Paraschiva” din Desești construită în secolul al XVIII-lea și inclusă în decembrie 1999 pe lista Patrimoniului Mondial UNESCO împreună cu alte șapte biserici din județul Maramureș.
- Biserica de lemn „Sf. Nicolae” din Ferești construită în anul 1700, monument istoric.
- Biserica de lemn din satul Mănăstirea. Lăcașul de cult cu hramul „Sfinții Arhangheli” a fost construit în secolul al XVII-lea și figurează pe lista monumentelor istorice.
- Biserica romano-catolică "Tăierea Capului Sf. Ioan" din Tăuții de Sus, construcție secolul al XIV-lea, monument istoric.
- Biserica reformată din Tăuții Măgherăuș (construcție secolele al XIV-lea – al XV-lea), monument istoric.
- Biserica "Sf. Anton" din Baia Mare, construcție 1402, monument istoric.
- Mănăstirea Săpânța-Peri.
- Biserica romano-catolică "Sf. Lorinc" din Tăuții Măgherăuș, construcție 1875, monument istoric.
- Biserica de piatră "Sf. Apostoli Petru și Pavel" din Tăuții de Sus, construcție 1773, monument istoric.
- Biserica ortodoxă cu hramul „Sfinții Arhangheli Mihail și Gavriil” (1885), monument istoric.
- Catedrala Adormirea Maicii Domnului din Baia Mare, lăcaș de cult construit de credincioșii greco-catolici din Baia Mare între anii 1905-1911, monument istoric.
- Turnul Ștefan din Baia Mare, o anexă a Catedralei "Sfântul Ștefan" ridicată de Iancu de Hunedoara, construcție în stil gotic, secolul al XV-lea, monument istoric.
- Cimitirul Vesel din Săpânța.
- Rezervațiile naturale Creasta Cocoșului, Arboretul de castan comestibil de la Baia Mare, Rezervația fosiliferă Chiuzbaia, Mlaștinile Vlășinescu